# Праведник народів світу

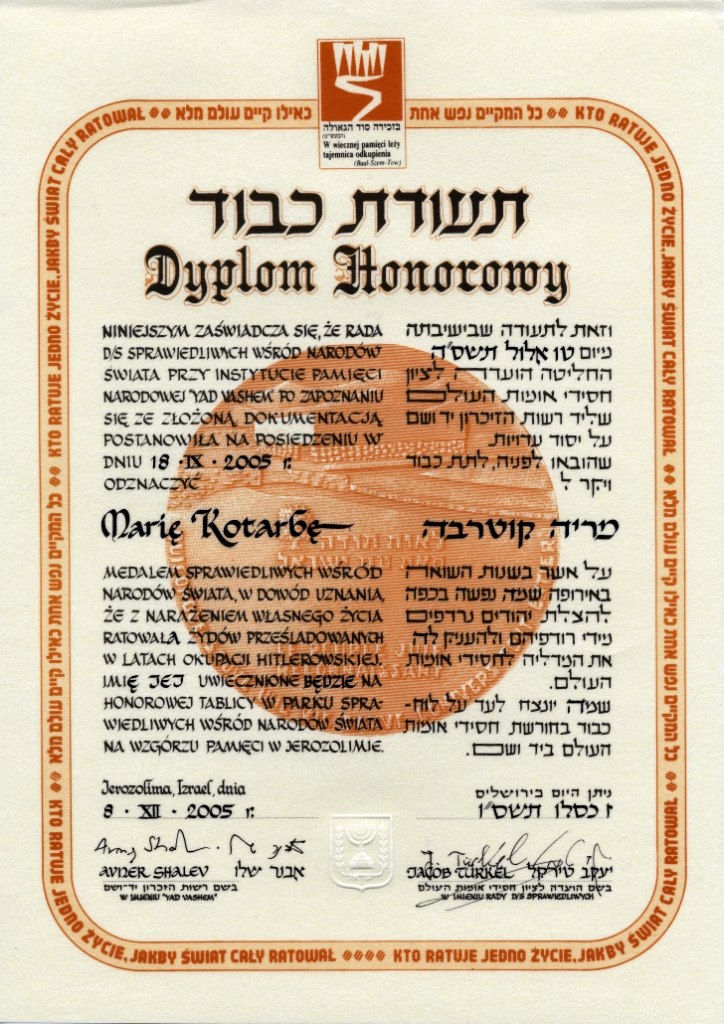
Диплом Праведника

Пра́ведник наро́дів сві́ту (івр. חסידי אומות העולם, хасидей умот ха-олам), може в частковому випадку стосуватись Бней Ноах чи Ноахідів, цей термін використовується в юдаїзмі і стосується неєвреїв, які виконують Сім законів нащадків Ноя і таким чином заслуговують на царство небесне.
У світському житті термін використовується державою Ізраїль для відзначення неєвреїв, які ризикували життям під час Голокосту, щоб врятувати життя євреям від знищення нацистами. Також часто світська нагорода перекладається українською просто Праведник світу.

## Відзначення
У 1953 році для вшанування пам'яті жертв і героїв Голокосту рішенням Кнесету був заснований Яд Вашем. Одним з положень рішення було вшанування «Праведників народів світу». Праведником, згідно з рішенням, визнавалися неєвреї, що ризикували життям, рятуючи євреїв під час Голокосту. В 1953 році під юрисдикцією Верховного суду Ізраїлю було створено комісію, в обов'язки якої входить надання почесного звання «Праведника народів світу». У своїй роботі комісія керується певними критеріями, скрупульозно вивчаючи всі документи, свідчення тих, хто вцілів, та інших очевидців, оцінює історичні обставини й ризик для рятівника, на підставі чого вирішує, чи відповідає той чи інший випадок необхідним критеріям.
Щоб отримати відзнаку «Праведника», особа має задовольняти кілька вимог:
- тільки єврейська спільнота може висунути кандидатуру;
- не беруться до уваги ті, що допомагали своїй родині, чи євреї, навернені в християнство;
- допомога мала повторюватись і/або бути значною;
- допомога мала надаватись без очікування будь-якої фінансової компенсації (хоча покриття витрат на їжу та проживання вважається допустимим).

Особа, що ризикувала, рятуючи євреїв під час Голокосту, та визнана Праведником народів світу, отримує в нагороду іменну медаль, почесний сертифікат і право додати своє ім'я до написаних на Стіні Честі в Саду Праведників у Яд Вашемі в Єрусалимі (останнє замість висадження дерев, від чого відмовились через брак місця). Рятівники або їхні найближчі родичі отримують нагороду під час церемонії в Ізраїлі або в своїх країнах в приміщеннях Ізраїльських дипломатичних представництв. Ці церемонії проводяться в присутності місцевих урядових представників і широко висвітлюються в медіа.
Згідно із законом Яд Вашем уповноважений «надавати почесне громадянство Праведникам народів світу на знак визнання їхніх дій, а якщо вони померли, пам'ятне громадянство держави Ізраїль». Кожний, визнаний Праведником народів світу, має право на сертифікат від Яд Вашему. У разі його смерті, його найближчому родичу надається право на визнання пам'ятного громадянства за померлим. Одержувачі, що вирішили жити в Ізраїлі, отримують пенсію у розмірі середньої заробітної платні, безплатне медичне обслуговування, а також допомогу у веденні господарства та медичному догляді.

## Список
| Країна походження    | Нагороди | Примітки |
| -------------------- | -------- | --- |
| Польща               | 7112     | В окупованій німцями Польщі всіх власників будинків карали смертю, якщо знаходили прихованого єврея в домі або господарстві, смерть була карою за надання будь-якої допомоги євреям, наприклад дати хліба чи води єврею, що проходив повз. Це були найсуворіші закони з усіх, встановлених нацистами в окупованій Європі. |
| Нідерланди           | 5851     | Разом з двома громадянами Індонезії, що в той час проживали в Нідерландах. У Нідерландах за приховування євреїв людей зазвичай карали або концентраційними таборами, або розстрілом (зазвичай після рішення «трійки»). Кількасот членів комуністичного руху опору так і не отримали відзнаки за порятунок євреїв, через те що вони діяли як посередники при передачі євреїв (зокрема дітей) до сховків, і їхні імена так і залишаться невідомими (багато з них померли в концентраційних таборах). |
| Франція              | 4130     | Президент Франції Жак Ширак та інші достойники були відзначені нагородою Праведника народів світу на церемонії в Пантеоні, Париж в січні 2007 року. Також 160 французьких праведників було нагороджено Орденом Почесного легіону за їхні подвиги в порятунку французьких євреїв під час Другої світової війни. |
| Україна              | 2691     | Повний список онлайн на сайті Яд Вашем та в проєкті "Праведники народів світу. Україна" |
| Бельгія              | 1767     | |
| Литва                | 916      | |
| Угорщина             | 869      | |
| Італія               | 734      | |
| Білорусь             | 669      | |
| Словаччина           | 615      | |
| Німеччина            | 638      | Оскар Шиндлер (бізнесмен, який урятував більше тисячі євреїв, наймаючи їх на свою фабрику), Ганс та Софі Шоль (активні учасники руху опору «Біла троянда»), капітан Густав Шредер (командир «Рейсу проклятих»), офіцер Другої світової Вільгельм Гозенфельд, бізнесмен Бертольд Байтц, пастор Дітріх Бонхеффер. |
| Греція               | 357      | |
| Росія                | 215      | |
| Сербія               | 139      | |
| Латвія               | 138      | |
| Хорватія             | 120      | |
| Чехія                | 119      | |
| Австрія              | 112      | |
| Молдова              | 79       | |
| Албанія              | 75       | |
| Румунія              | 69       | |
| Норвегія             | 67       | |
| Швейцарія            | 49       | |
| Боснія і Герцеговина | 49       | |
| Вірменія             | 24       | |
| Данія                | 22       | |
| Велика Британія      | 22       | |
| Болгарія             | 20       | |
| Північна Македонія   | 10       | |
| Швеція               | 10       | |
| Словенія             | 10       | |
| Іспанія              | 9        | |
| США                  | 5        | |
| Туреччина            | 3        | |
| Естонія              | 3        | |
| Португалія           | 3        | |
| Китай                | 2        | |
| Бразилія             | 2        | |
| Чилі                 | 2        | |
| Японія               | 1        | |
| Люксембург           | 1        | |
| Грузія               | 1        | |
| Ірландія             | 1        | |
| Загалом              | 28 217   | 1 січня 2022 року |